# Wernher (Abt von St. Lambrecht)
Wernher oder Werner († 3. August 1080) war nach der Überlieferung von 1164 bis 1178 Abt im Stift St. Lambrecht in Kärnten.
Die Nachricht, dass er Abt in St. Lambrecht wurde, ist enthalten im Ochsenhausener Nekrolog. Er stammte nach Aufzeichnungen Stanislaus Wülberz aus dem Kloster St. Blasien. Aus St. Blasien sind zu seiner Zeit mehrere Konventualen im Lambrechter Totenbuch verzeichnet, dort ist auch sein Sterbedatum vermerkt.